# Temporada 1990 del Campeonato del Mundo de Motociclismo
La temporada de 1990 fue la 42.º edición del Campeonato Mundial de Motociclismo.

## Desarrollo y resultados
La temporada se inició el 23 de marzo en el Circuito de Suzuka, Japón, terminando el 16 de septiembre en Sídney, Australia. Se disputaron un total de 15 grandes premios. Una de las principales novedades respecto al año anterior fue la eliminación de la categoría de 80 cc.
El campeonato mundial de 500cc fue ganado por el estadounidense Wayne Rainey (Yamaha), seguido por el también estadounidense Kevin Schwantz (Suzuki) y el australiano Mick Doohan (Honda).
Las categorías de 250cc y 125cc fueron ganadas por John Kocinski y Loris Capirossi, respectivamente.

## Calendario
| Ronda | Fecha           | Gran premio                     | Circuito       | Ganador 125cc   | Ganador 250cc    | Ganador 500cc  |
| ----- | --------------- | ------------------------------- | -------------- | --------------- | ---------------- | -------------- |
| 1     | 25 de marzo     | Gran Premio de Japón            | Suzuka         | Hans Spaan      | Luca Cadalora    | Wayne Rainey   |
| 2     | 8 de abril      | Gran Premio de Estados Unidos   | Laguna Seca    | No hubo carrera | John Kocinski    | Wayne Rainey   |
| 3     | 6 de mayo       | Gran Premio de España           | Jerez          | Jorge Martínez  | John Kocinski    | Wayne Gardner  |
| 4     | 20 de mayo      | Gran Premio de las Naciones     | Misano         | Jorge Martínez  | John Kocinski    | Wayne Rainey   |
| 5     | 27 de mayo      | Gran Premio de Alemania         | Nürburgring    | Doriano Romboni | Wilco Zeelenberg | Kevin Schwantz |
| 6     | 10 de junio     | Gran Premio de Austria          | Salzburgring   | Jorge Martínez  | Luca Cadalora    | Kevin Schwantz |
| 7     | 24 de junio     | Gran Premio de Yugoslavia       | Rijeka         | Stefan Prein    | Carlos Cardús    | Wayne Rainey   |
| 8     | 30 de junio     | Gran Premio de los Países Bajos | Assen          | Doriano Romboni | John Kocinski    | Kevin Schwantz |
| 9     | 7 de julio      | Gran Premio de Bélgica          | Spa            | Hans Spaan      | John Kocinski    | Wayne Rainey   |
| 10    | 22 de julio     | Gran Premio de Francia          | Le Mans        | Hans Spaan      | Carlos Cardús    | Kevin Schwantz |
| 11    | 12 de agosto    | Gran Premio de Gran Bretaña     | Donington      | Loris Capirossi | Luca Cadalora    | Kevin Schwantz |
| 12    | 19 de agosto    | Gran Premio de Suecia           | Anderstorp     | Hans Spaan      | Carlos Cardús    | Wayne Rainey   |
| 13    | 26 de agosto    | Gran Premio de Checoslovaquia   | Brno           | Hans Spaan      | Carlos Cardús    | Wayne Rainey   |
| 14    | 2 de setiembre  | Gran Premio de Hungría          | Hungaroring    | Loris Capirossi | John Kocinski    | Mick Doohan    |
| 15    | 16 de setiembre | Gran Premio de Australia        | Phillip Island | Loris Capirossi | John Kocinski    | Wayne Gardner  |

## Resultados
Sistema de puntuación
Los puntos se reparten entre los quince primeros clasificados en acabar la carrera. 
Sistema de puntuación desde 1988 hasta 1991:
| Posición | 1.º | 2.º | 3.º | 4.º | 5.º | 6.º | 7.º | 8.º | 9.º | 10.º | 11.º | 12.º | 13.º | 14.º | 15.º |
| Puntos   | 20  | 17  | 15  | 13  | 11  | 10  | 9   | 8   | 7   | 6    | 5    | 4    | 3    | 2    | 1    |

### 500cc[6]
| Pos. | Piloto               | Moto   | JPN | USA | ESP | NAT | GER | AUT | YUG | NED | BEL | FRA | GBR | SWE | CZE | HUN | AUS | Pts. |
| ---- | -------------------- | ------ | --- | --- | --- | --- | --- | --- | --- | --- | --- | --- | --- | --- | --- | --- | --- | ---- |
| 1    | Wayne Rainey         | Yamaha | 1   | 1   | 2   | 1   | 2   | 2   | 1   | 2   | 1   | 3   | 2   | 1   | 1   | Ret | 3   | 255  |
| 2    | Kevin Schwantz       | Suzuki | 3   | Ret | 3   | 2   | 1   | 1   | 2   | 1   | 7   | 1   | 1   | Ret | Ret | 3   | Ret | 188  |
| 3    | Mick Doohan          | Honda  | Ret | 2   | 4   | 3   | Ret | 3   | 4   | 4   | 6   | 4   | 4   | 4   | 9   | 1   | 2   | 179  |
| 4    | Niall Mackenzie      | Suzuki |     |     | 8   | 5   | 3   | 5   | 3   | 5   | 12  | 6   | 5   | 5   | 4   | 7   | 5   | 140  |
| 5    | Wayne Gardner        | Honda  | 2   | Ret | 1   | 4   |     |     |     | Ret | 10  | 2   | Ret | 3   | 2   | 4   | 1   | 138  |
| 6    | Juan Garriga         | Yamaha | 10  | 6   | 9   | 8   | 7   | 9   | Ret | 6   | 9   | 8   | 7   | 8   | 5   | 5   | 6   | 121  |
| 7    | Eddie Lawson         | Yamaha | Ret |     |     |     |     |     |     | 3   | 3   | 5   | 3   | 2   | 3   | 2   | 4   | 118  |
| 8    | Jean-Philippe Ruggia | Yamaha | 8   | 5   | 10  | Ret | 6   | 8   | 5   | 11  | 2   | Ret | 9   | 7   | 8   | 6   | Ret | 110  |
| 9    | Christian Sarron     | Yamaha | Ret | 4   | 7   |     | 4   | 7   |     | 7   | 4   | Ret | 8   |     | 6   | Ret | Ret | 84   |
| 10   | Sito Pons            | Honda  | 5   | Ret | 6   | 6   | 5   | 6   | Ret |     |     |     |     |     | 7   | 10  | 7   | 76   |
| 11   | Pierfrancesco Chili  | Honda  | 7   | 3   | 5   | Ret | Ret | 4   | Ret | 8   |     |     |     |     |     |     | 9   | 63   |
| 12   | Alex Barros          | Cagiva | Ret | 8   | Ret | Ret | 8   | 11  | Ret | 10  | 5   | Ret | 11  | 9   | Ret | 9   |     | 57   |
| 13   | Marco Papa           | Cagiva |     |     |     | 9   | 11  | 13  | 6   | 14  | Ret | 9   | 13  | 11  | 13  | 12  | 10  | 55   |
| 14   | Randy Mamola         | Honda  | Ret | 7   |     | 7   | 9   | 10  | Ret | 18  | Ret | 7   | 6   | Ret | 11  | Ret |     | 55   |
| 15   | Ron Haslam           | Cagiva | Ret | Ret | DNQ | DNQ | DNQ | 12  | DNS | 9   | 8   | 10  | 10  | 10  | 12  | 11  |     | 46   |
| 16   | Cees Doorakkers      | Honda  |     |     | 13  | 14  | 10  | 14  | 7   | 13  | 15  | 12  | Ret | 12  | 16  | 16  | 12  | 39   |
| 17   | Eddie Laycock        | Honda  |     |     | 11  |     |     |     |     | 12  | 13  | 11  | 12  |     | 14  | 14  | 11  | 30   |
| 18   | Carl Fogarty         | Honda  |     |     |     |     |     |     |     |     |     |     | Ret | 6   | 10  | 8   |     | 24   |
| 19   | Niggi Schmassman     | Honda  |     | 10  | 12  | 13  | 13  |     | 9   | 16  |     |     |     |     |     |     |     | 23   |
| 20   | Peter Linden         | Honda  |     | 9   |     | 12  | 15  |     |     |     |     |     |     | 13  |     |     |     | 15   |
| 21   | Kevin Magee          | Suzuki | 4   | Ret |     |     |     |     |     |     |     |     |     |     |     |     |     | 13   |
| 22   | Karl Truchsess       | Honda  |     |     |     |     |     | 15  | 8   | 15  | 14  | Ret |     |     |     | Ret |     | 12   |
| 23   | Tadahiko Taira       | Yamaha | 6   |     |     |     |     |     |     |     |     |     |     |     |     |     | Ret | 10   |
| 24   | Peter Goddard        | Yamaha |     |     |     |     |     |     |     |     |     |     |     |     |     |     | 8   | 8    |
| 25   | Andy Leuthe          | Honda  |     |     | 14  | Ret | 12  |     |     |     |     |     | 14  | Ret | Ret | Ret |     | 8    |
| 26   | Shinichi Ito         | Honda  | 9   |     |     |     |     |     |     |     |     |     |     |     |     |     |     | 7    |
| 27   | Romolo Balbi         | Honda  |     |     |     | 10  |     |     |     |     |     |     |     |     |     |     |     | 6    |
| 28   | Michele Valdo        | Honda  |     |     |     | 11  |     |     |     |     |     |     |     |     |     |     |     | 5    |
| 29   | Hikaru Miyagi        | Honda  | 11  |     |     |     |     |     |     |     |     |     |     |     |     |     |     | 5    |
| 30   | Norihiko Fujiwara    | Honda  | Ret |     |     |     |     |     |     | Ret | 11  |     |     |     |     |     |     | 5    |
| 31   | Shinji Katayama      | Yamaha | 12  |     |     |     |     |     |     |     |     |     |     |     |     |     |     | 4    |
| 32   | Rachel Nicotte       | Honda  |     |     |     |     |     |     |     |     |     | Ret |     |     | 15  | 13  |     | 4    |
| 33   | Osamu Hiwatashi      | Suzuki | 13  |     |     |     |     |     |     |     |     |     |     |     |     |     |     | 3    |
| 34   | Hansjörg Butz        | Honda  |     |     | 15  |     | 14  |     |     |     |     |     |     |     |     |     |     | 3    |
| 35   | Martin Trösch        | Honda  |     |     |     |     |     |     |     |     |     | Ret |     |     | 17  | 15  |     | 1    |
| 36   | Vittorio Scatola     | Paton  |     |     | Ret | 15  | 16  |     | Ret | Ret | DNS | Ret |     |     |     |     |     | 1    |
| Pos. | Piloto               | Moto   | JPN | USA | ESP | NAT | GER | AUT | YUG | NED | BEL | FRA | GBR | SWE | CZE | HUN | AUS | Pts. |

| Color     | Resultado                                                               |
| --------- | ----------------------------------------------------------------------- |
| Oro       | Ganador                                                                 |
| Plata     | 2.ª plaza                                                               |
| Bronce    | 3.ª plaza                                                               |
| Verde     | Finalizó en los puntos                                                  |
| Azul      | Finalizó sin puntos                                                     |
| Azul      | NC - No clasificado                                                     |
| Violeta   | Ret - No terminó (Carrera)                                              |
| Rojo      | DNQ - No se clasificó                                                   |
| Negro     | DSQ - Descalificado                                                     |
| Blanco    | DNS - No empezó (carrera)                                               |
| Blanco    | WD - Retirado (fin de semana)                                           |
| Blanco    | C - Carrera cancelada                                                   |
| Sin color | DNP - Inscrito pero no participó                                        |
| Sin color | INJ - Lesionado                                                         |
| Sin color | EX - Excluido                                                           |
| Estado    | Resultado                                                               |
| Negrita   | Pole position                                                           |
| Cursiva   | Vuelta rápida                                                           |
| †         | Abandona, pero clasifica al completar el porcentaje requerido para ello |

### 250cc[7]
| Clas. | Piloto               | N.º | País                | Constructor | Pts. | Victorias |
| ----- | -------------------- | --- | ------------------- | ----------- | ---- | --------- |
| 1     | John Kocinski        | 19  | Estados Unidos      | Yamaha      | 223  | 7         |
| 2     | Carlos Cardús        | 4   | España              | Honda       | 208  | 4         |
| 3     | Luca Cadalora        | 5   | Italia              | Yamaha      | 184  | 3         |
| 4     | Helmut Bradl         | 9   | Alemania Occidental | Honda       | 150  |           |
| 5     | Wilco Zeelenberg     | 14  | Países Bajos        | Honda       | 127  | 1         |
| 6     | Martin Wimmer        | 10  | Alemania Occidental | Aprilia     | 118  |           |
| 7     | Masahiro Shimizu     | 6   | Japón               | Honda       | 100  |           |
| 8     | Jochen Schmid        |     | Alemania Occidental | Yamaha      | 92   |           |
| 9     | Jacques Cornu        | 3   | Suiza               | Honda       | 86   | 0         |
| 10    | Dominique Sarron     |     | Francia             | Honda       | 78   |           |
| 11    | Àlex Crivillé        |     | España              | Yamaha      | 76   |           |
| 12    | Didier de Radiguès   |     | Bélgica             | Aprilia     | 66   |           |
| 13    | Loris Reggiani       |     | Italia              | Aprilia     | 63   |           |
| 14    | Reinhold Roth        |     | Alemania            | Honda       | 52   |           |
| 15    | Carlos Lavado        |     | Venezuela           | Aprilia     | 37   |           |
| 16    | Alberto Puig         |     | España              | Yamaha      | 32   |           |
| 17    | Paolo Casoli         |     | Italia              | Yamaha      | 32   |           |
| 18    | Andy Preining        |     | Austria             | Aprilia     | 30   |           |
| 19    | Marcellino Lucchi    |     | Italia              | Aprilia     | 23   |           |
| 20    | Adrien Morillas      |     | Francia             | Aprilia     | 22   |           |
| 21    | Renzo Colleoni       |     | Italia              | Aprilia     | 17   |           |
| 22    | Daryl Beattie        |     | Australia           | Honda       | 13   |           |
| 23    | Harald Eckl          |     | Alemania            | Aprilia     | 13   |           |
| 24    | Jorge Martínez Aspar |     | España              | JJ Cobas    | 13   |           |
| 25    | Toshihiko Honma      |     | Japón               | Yamaha      | 10   |           |
| 26    | Corrado Catalano     |     | Italia              | Aprilia     | 10   |           |
| 27    | Tetsuya Harada       |     | Japón               | Yamaha      | 9    |           |
| 28    | Andrea Borgonovo     |     | Italia              | Aprilia     | 9    |           |
| 29    | Nobuatsu Aoki        |     | Japón               | Honda       | 8    |           |
| 30    | Alberto Rota         |     | Italia              | Aprilia     | 8    |           |
| 31    | Masumitsu Taguchi    |     | Japón               | Honda       | 7    |           |
| 32    | Tsumoto Udagawa      |     | Japón               | Honda       | 6    |           |
| 33    | Niall Mackenzie      |     | Reino Unido         | Yamaha      | 5    |           |
| 34    | Jean-Pierre Jeandat  |     | Francia             | Honda       | 4    |           |
| 35    | Junzo Suzuki         |     | Japón               | Honda       | 4    |           |
| 36    | Bernd Kassner        |     | Alemania            | Yamaha      | 4    |           |
| 37    | José Barresi         |     | Venezuela           | Yamaha      | 4    |           |
| 38    | Bernard Haenggeli    |     | Suiza               | Aprilia     | 4    |           |
| 39    | Rich Oliver          |     | Estados Unidos      | Yamaha      | 3    |           |
| 40    | Alan Carter          |     | Reino Unido         | Honda       | 3    |           |
| 41    | Clive Horton         |     | Reino Unido         | Yamaha      | 3    |           |
| 42    | Steve Manley         |     | Reino Unido         | Yamaha      | 2    |           |
| 43    | Kevin Mitchell       |     | Reino Unido         | Yamaha      | 2    |           |
| 44    | Urs Jücker           |     | Suiza               | Yamaha      | 2    |           |
| 45    | Yukio Nukumi         |     | Japón               | Yamaha      | 1    |           |
| 46    | Ricky Rice           |     | Australia           | Yamaha      | 1    |           |
| 47    | Jean Foray           |     | Francia             | Yamaha      | 1    |           |

### 125cc[8]
| Clas. | Piloto               | N.º | País                | Constructor | Pts. | Victorias |
| ----- | -------------------- | --- | ------------------- | ----------- | ---- | --------- |
| 1     | Loris Capirossi      | 65  | Italia              | Honda       | 182  | 3         |
| 2     | Hans Spaan           | 2   | Países Bajos        | Honda       | 173  | 5         |
| 3     | Stefan Prein         | 7   | Alemania Occidental | Honda       | 169  | 1         |
| 4     | Doriano Romboni      |     | Italia              | Honda       | 130  | 2         |
| 5     | Dirk Raudies         |     | Alemania Occidental | Honda       | 113  | 0         |
| 6     | Jorge Martínez Aspar |     | España              | JJ Cobas    | 105  | 3         |
| 7     | Fausto Gresini       | 8   | Italia              | Honda       | 102  | 0         |
| 8     | Bruno Casanova       | 4   | Italia              | Honda       | 97   | 0         |
| 9     | Alessandro Gramigni  |     | Italia              | Aprilia     | 84   | 0         |
| 10    | Heinz Lüthi          |     | Suiza               | Honda       | 78   | 0         |
| 11    | Adi Stadler          |     | Alemania            | JJ Cobas    | 77   |           |
| 12    | Gabriele Debbia      |     | Italia              | Aprilia     | 55   |           |
| 13    | Julian Miralles      |     | España              | JJ Cobas    | 46   |           |
| 14    | Maurizio Vitali      |     | Italia              | Gazzniga    | 44   |           |
| 15    | Manuel Hernández     |     | España              | Honda       | 40   |           |
| 16    | Koji Takada          |     | Japón               | Honda       | 39   |           |
| 17    | Steve Patrickson     |     | Reino Unido         | Honda       | 32   |           |
| 18    | Robin Appleyard      |     | Reino Unido         | Honda       | 32   |           |
| 19    | Alfred Waibel        |     | Alemania            | Honda       | 31   |           |
| 20    | Hisashi Unemoto      |     | Japón               | Honda       | 30   |           |
| 21    | Robin Milton         |     | Reino Unido         | Honda       | 28   |           |
| 22    | Kinya Wada           |     | Japón               | Honda       | 26   |           |
| 23    | Ralf Waldmann        |     | Alemania            | JJ Cobas    | 19   |           |
| 24    | Emilio Cuppini       |     | Italia              | Honda       | 15   |           |
| 25    | Herri Torrontegui    |     | España              | Honda       | 14   |           |
| 26    | Johnny Wickström     |     | Finlandia           | JJ Cobas    | 13   |           |
| 27    | Stefan Kurfiss       |     | Alemania            | Honda       | 11   |           |
| 28    | Yoshifumi Ichimiya   |     | Japón               | Honda       | 8    |           |
| 29    | Hans Koopman         |     | Países Bajos        | Honda       | 7    |           |
| 30    | Yukiho Hinokio       |     | Japón               | Honda       | 6    |           |
| 31    | Domenico Brigaglia   |     | Italia              | Honda       | 6    |           |
| 32    | Fuyuki Yamazaki      |     | Japón               | Honda       | 5    |           |
| 33    | Thierry Feuz         |     | Suiza               | Honda       | 5    |           |
| 34    | Noboiuki Wakai       |     | Japón               | Honda       | 3    |           |
| 35    | Flemming Kistrup     |     | Dinamarca           | Honda       | 3    |           |
| 36    | Sinya Sato           |     | Japón               | Honda       | 2    |           |
| 37    | Allan Scott          |     | Australia           | Honda       | 1    |           |
| 38    | Jaime Mariano        |     | España              | Honda       | 1    |           |
| 39    | Antonio Sánchez      |     | España              | JJ Cobas    | 1    |           |
| 40    | Stuart Edwards       |     | Reino Unido         | Honda       | 1    |           |